# Pumpa (buňka)

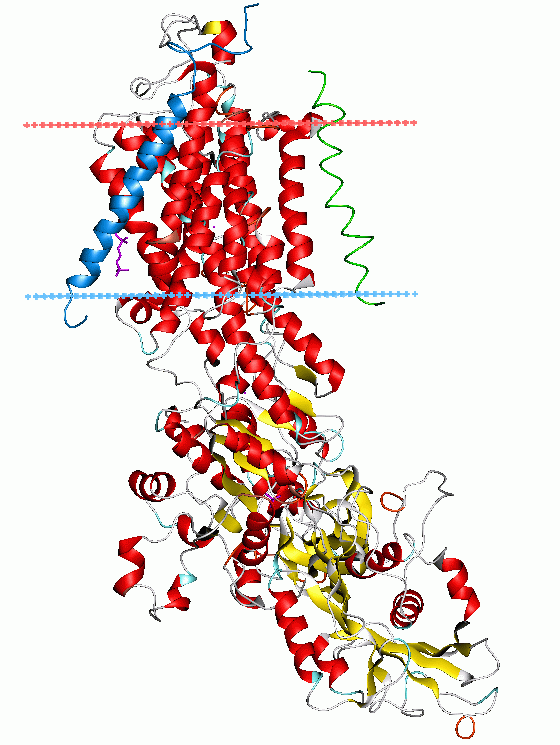
Sodno-draselná pumpa

Pumpa je v buněčné biologii označení pro protein na buněčné membráně, který umožňuje aktivní transport některých částic, zejména různých iontů. Pro pohon pump se velmi často spotřebovává molekula adenosintrifosfát (ATP) a takové pumpy jsou pak zvány ATPázy. Díky buněčným pumpám se vytváří určitý gradient (např. vodíkový gradient). 

## Druhy buněčných pump

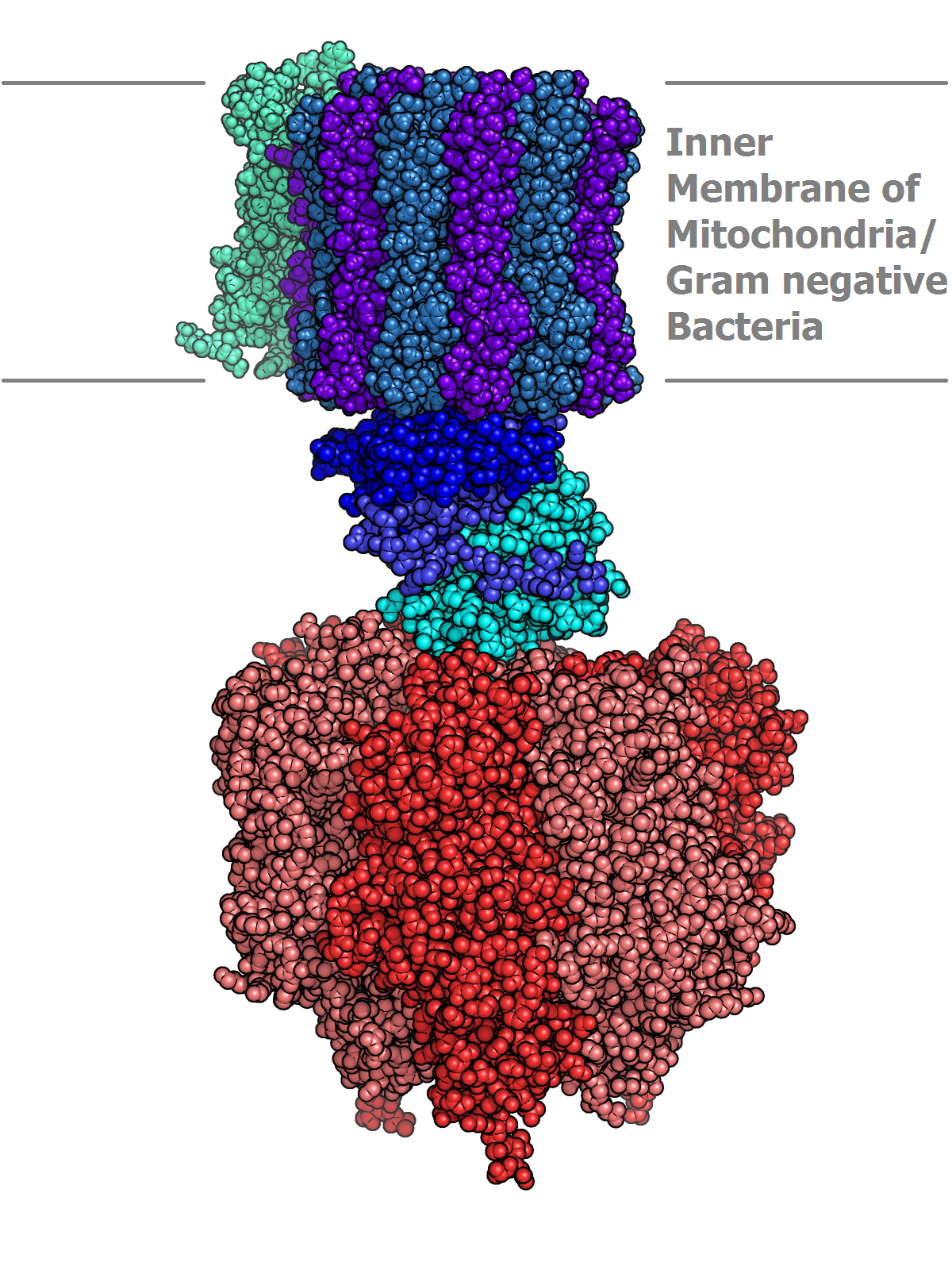
ATP pumpa třídy F, ATP syntáza

Pumpy mohou být umístěny na cytoplazmatické membráně. Velmi často zde transportují ionty, a proto se nazývají iontové pumpy. Příkladem je pumpa, která přenáší ionty sodíku a draslíku. Ta se nazývá sodno-draselná pumpa (Na+/K+ pumpa). 
Pumpy jsou ale zapojeny nejen do regulace obsahu iontů v cytosolu a mezibuněčném prostoru. Na membráně mitochondrií zase v procesu buněčného dýchání různé proteiny dýchacího řetězce pracují jako protonové pumpy, díky nimž se transportují přes membránu vodíkové kationty (H+). Vzniklý gradient podle chemiosmotické teorie pohání při zpětném pohybu vodíkových kationtů do mitochondrie protein, zvaný ATP syntáza, který tak vyrábí ATP.
Na transportu širokého spektra různých biomolekul se podílí v buňkách tzv. ABC transportéry.

### ATP pumpa třídy P
Tyto pumpy jsou pojmenovány podle typické fosforylace, která zaručí její funkci, totiž přenášení iontů přes membránu. Patří sem například pumpa SERCA, přenášející ionty vápníku.

### ATP pumpa třídy V
Tyto pumpy jsou pojmenovány podle typického umístění na cytoplasmatické či vakuolární membráně. Mají v podstatě téměř identickou stavbu s ATP pumpami třídy F, avšak jejich funkce je přesně opačná, totiž na úkor spotřeby ATP čerpají do vakuol či okolního prostředí protony a tím jej okyselují.

### ATP pumpa třídy F
Tyto pumpy jsou pojmenovány podle historického hlediska, kdy se hledal faktor zodpovědný za tvorbu ATP. Mají v podstatě téměř identickou stavbu s ATP pumpami třídy V, avšak jejich funkce je přesně opačná, totiž syntetizují ATP na úkor protonového gradientu na membráně. Za určitých okolností se však tento proces může obrátit, děje se tak často in vitro anebo při nekróze. Tehdy totiž dojde k porušení membrány a protony unikají, čímž snižují protonový gradient. Buňka se snaží tento gradient udržet obrácením chodu této pumpy, avšak stálým unikáním protonů dojde k vyčerpání zásob ATP a následné smrti.